# Università di Uppsala
L'Università di Uppsala (in svedese: Uppsala universitet) è un'università pubblica di ricerca situata ad Uppsala, in Svezia. Fondata nel 1477, è la più antica università della Scandinavia. Nata come istituzione religiosa per l'educazione del clero, l'Università acquisì crescente importanza laica nella società civile durante l'ascesa dell'Impero svedese nel XVI secolo, e dal XVII secolo divenne un centro scientifico, grazie soprattutto all'opera di Rudbeck, Celsius e Linneo.
L'Università riveste importanza storica nella cultura e identità nazionale svedese in storiografia, letteratura, politica e musica. Molte delle tradizioni accademiche svedesi sono nate a Uppsala, tra le quali il berretto bianco (studentmössa) e il sistema delle nation. Dal punto di vista architettonico, l'Università di Uppsala ha diversi edifici storici situati in Fjärdingen, il quartiere intorno alla cattedrale, e occupa una significativa parte del centro storico della città, mentre i campus di costruzione più moderna sorgono in aree periferiche.
Famosa per i suoi peace studies, essa mantiene e coordina l'Uppsala Conflict Data Program, un progetto di raccolta e catalogazione di tutti i conflitti armati nel mondo e delle loro vittime.

## Storia

### XV secolo
L'università venne fondata nel 1477 per iniziativa dell'arcivescovo di Uppsala Jakob Ulfsson e dal re svedese Sten Sture il Vecchio con una bolla di papa Sisto IV. Come molte università medievali, l'Università di Uppsala nacque come istituto ecclesiastico. Uppsala era sede del principale arcivescovado della penisola scandinava, e la città era uno snodo commerciale importante nella regione. La bolla le attribuì gli stessi privilegi dell'Università di Bologna, ovvero di istituire le quattro facoltà tradizionali di teologia, legge (canonica e romana), medicina e filosofia, nonché il diritto di attribuire lauree e dottorati. L'arcivescovo di Uppsala era il cancelliere dell'Università.

### XVI secolo

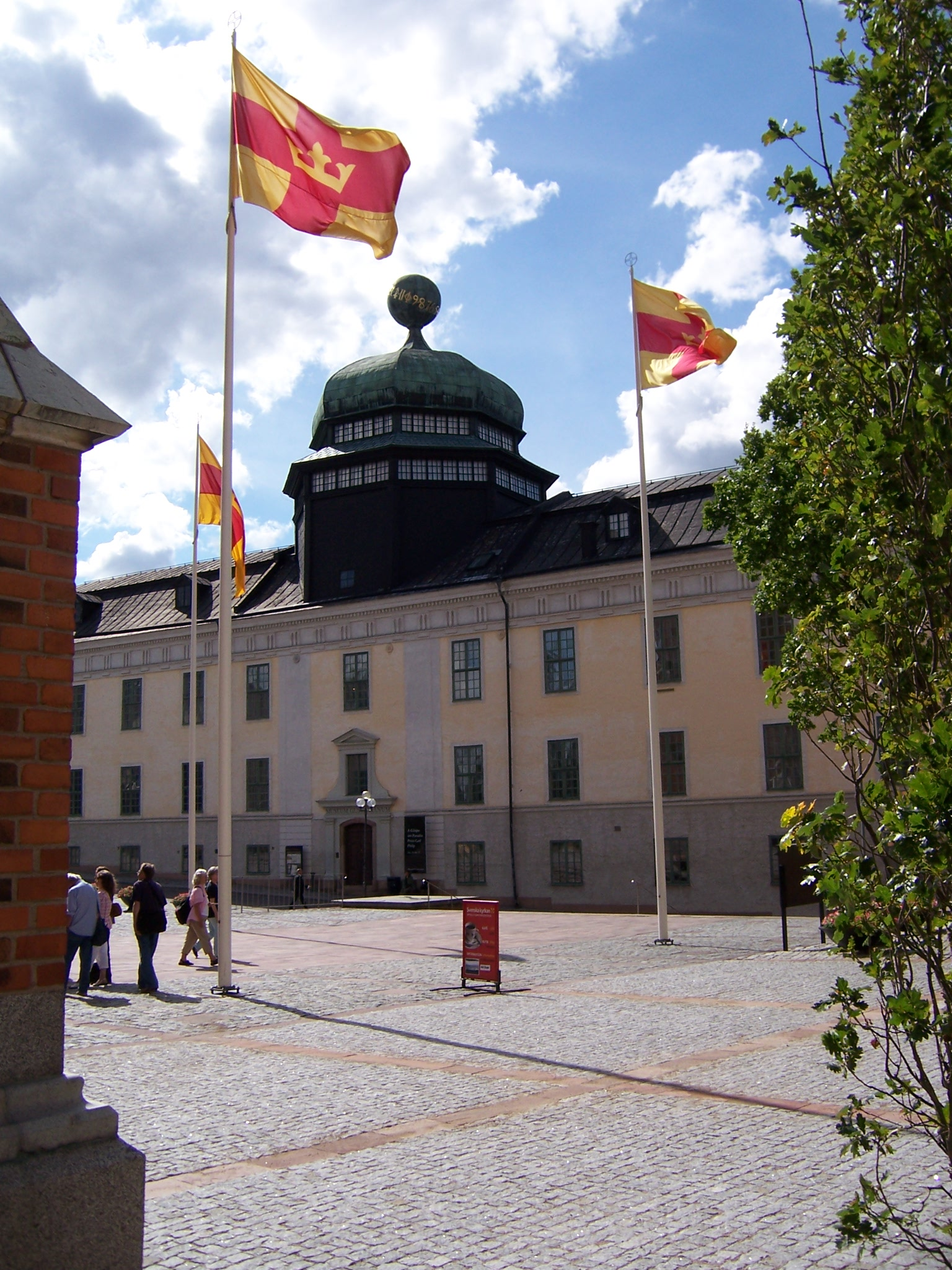
Gustavianum, in passato edificio principale dell'Università, costruito tra il 1622 e il 1625

La Riforma protestante sotto il regno di Gustav Vasa fu un periodo turbolento per l'Università, che nella prima metà del secolo vide un calo degli iscritti e un declino delle attività, in quanto l'ateneo era percepito come istituzione cattolica la cui lealtà alla corona era in discussione. Gli studenti svedesi all'epoca preferivano studiare nelle università protestanti in Germania, in particolare all'Università di Wittenberg. Rimangono tracce dell'attività accademica a Uppsala in questo periodo, tra i quali un documento del 1526 che menziona la facoltà di teologia. Nel 1566 Erik XIV nominò Laurentius Petri Gothus rettore dell'ateneo, e il suo successore Giovanni III nominò diversi professori tra il 1569 e il 1574. Alla fine del secolo la situazione religiosa cambiò, e Uppsala divenne un bastione del luteranesimo svedese. Il Sinodo di Uppsala del 1593 stabilì l'ortodossia protestante in Svezia, e Carlo IX attribuì i nuovi privilegi dell'Università il 1º agosto dello stesso anno. Il privilegiebrev dell'Università venne ratificato il 15 marzo 1595.
Teologia era ancora la facoltà dominante, ma i privilegi del 1593 enfatizzarono l'importanza dell'Università nell'educazione dei servitori dello stato. Vennero stabilite sette cattedre, di cui tre in teologia, una in astronomia, una in fisica (che allora comprendeva le scienze naturali in generale), una in latino, e una assegnata al rettore Ericus Jacobi Skinnerus, la cui disciplina non era specificata nel documento. Diversi professori arrivarono dal Collegium Regium Stockholmense, che era stato chiuso nel 1593. Un'ottava cattedra, in medicina, venne stabilita nel 1595, anche se non venne assegnata per diversi anni. Nel 1599 l'Università aveva circa centocinquanta studenti, e nel 1600 si tenne la prima cerimonia di laurea post-riforma. Nel 1601 Johannes Bureus disegnò il sigillo dell'Università, che da allora ne costituisce il logo.

### XVII secolo
Nel XVII secolo l'Università, fino ad allora principalmente un'istituzione religiosa, divenne un centro educativo per soddisfare le esigenze d'istruzione della nuova società svedese. La Svezia si stava espandendo in una potenza imperiale, la cui struttura amministrativa era significativamente rinnovata e contava un numero molto maggiore di servitori dello stato. In questo periodo nacquero ginnasi in diverse città episcopali, il primo dei quali venne istituito nel 1623 a Västerås. Nuove università vennero fondate in diverse aree del regno, l'Università di Tartu in Estonia (1632), l'Università di Turku in Finlandia (1640) e, dopo la conquista della Scania, l'Università di Lund nel 1666. Nel 1663 venne formalmente istituzionalizzato dall'Università di Uppsala il sistema delle nation, ispirate alle nationes delle università medievali, che raccoglievano gli studenti provenienti dalle varie provincie del regno.
La riforma dell'amministrazione svedese è legata alla figura del cancelliere Axel Oxenstierna, che fu anche cancelliere dell'Università. Gustavo il Grande ebbe grande interesse nell'Università, aumentando il numero delle cattedre da otto a tredici nel 1620 e a diciassette nel 1621. Nel 1624 il re donò all'Università tutte le sue proprietà personali nelle provincie di Uppland e Västmanland (circa trecento fattorie). Johan Skytte, cancelliere dell'Università dal 1622 e precedentemente tutore del re, finanziò la cattedra Skytteana, tuttora esistente. Con la costituzione del 1626 l'Università ricevette una struttura formale stabile, con a capo il cancelliere e suo deputato il vice-cancelliere (ruolo ricoperto ex officio dall'arcivescovo di Uppsala). Le decisioni erano prese dal concistoro, assemblea dei professori, che eleggeva il rettore tra i professori, il quale rimaneva in carica per mandati di un semestre.
Nel tardo XVI secolo e agli inizi del XVII secolo la sede dell'Università era un edificio a sud della cattedrale, in seguito chiamato Academia Carolina. Tra il 1622 e il 1625 venne costruito un nuovo edificio principale, Gustavianum. Intorno al 1630 l'Università aveva circa mille studenti.

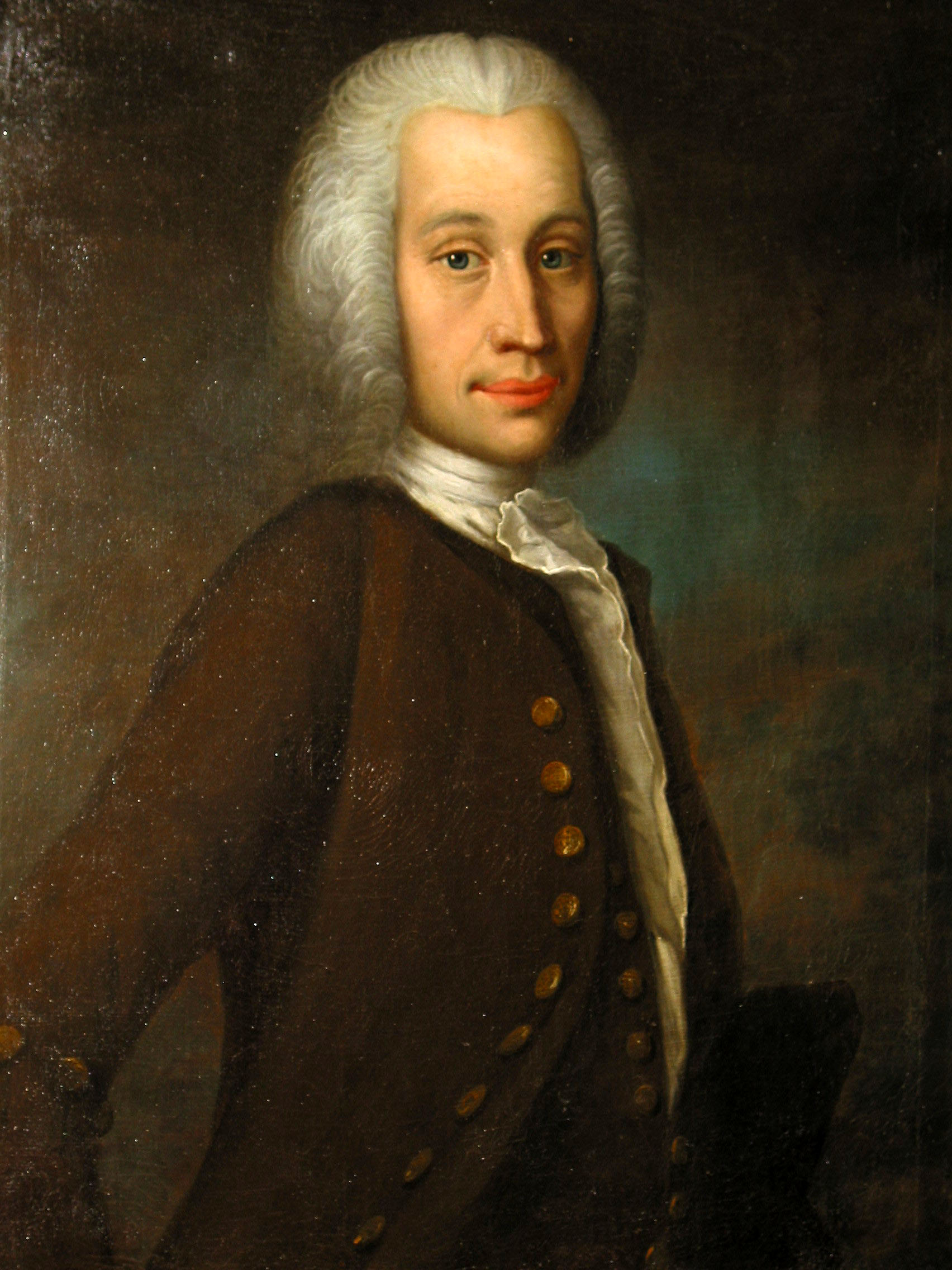
Anders Celsius, astronomo e fisico

Cristina di Svezia sostenne l'Università, elargendo borse di studio agli studenti svedesi per periodi di studio all'estero e reclutando studiosi stranieri per coprire le cattedre di Uppsala. Diversi studiosi arrivarono dall'Università di Strasburgo, tra i quali il filologo Johannes Schefferus. Olaus Rudbeck, figlio di Johannes Rudbeckius, fu la figura dominante all'Università nella seconda metà del secolo e contribuì alla modernizzazione scientifica dell'ateneo. Sotto il patronato del cancelliere Magnus Gabriel De la Gardie, Rudbeck divenne professore nel 1660, e nonostante la giovane età venne eletto rettore per due mandati, revisionando l'opera di altri professori e portando avanti una campagna edilizia su progetti da lui stesso disegnati. Il suo progetto più celebre è il teatro anatomico, ispirato ai teatri anatomici delle università italiane, aggiunto al Gustavianum nel 1662 e locato nella distintiva cupola al centro dell'edificio. Rudbeck piantò anche il primo orto botanico del paese, che in seguitò diverrà il Giardino di Linneo.

### XVIII secolo

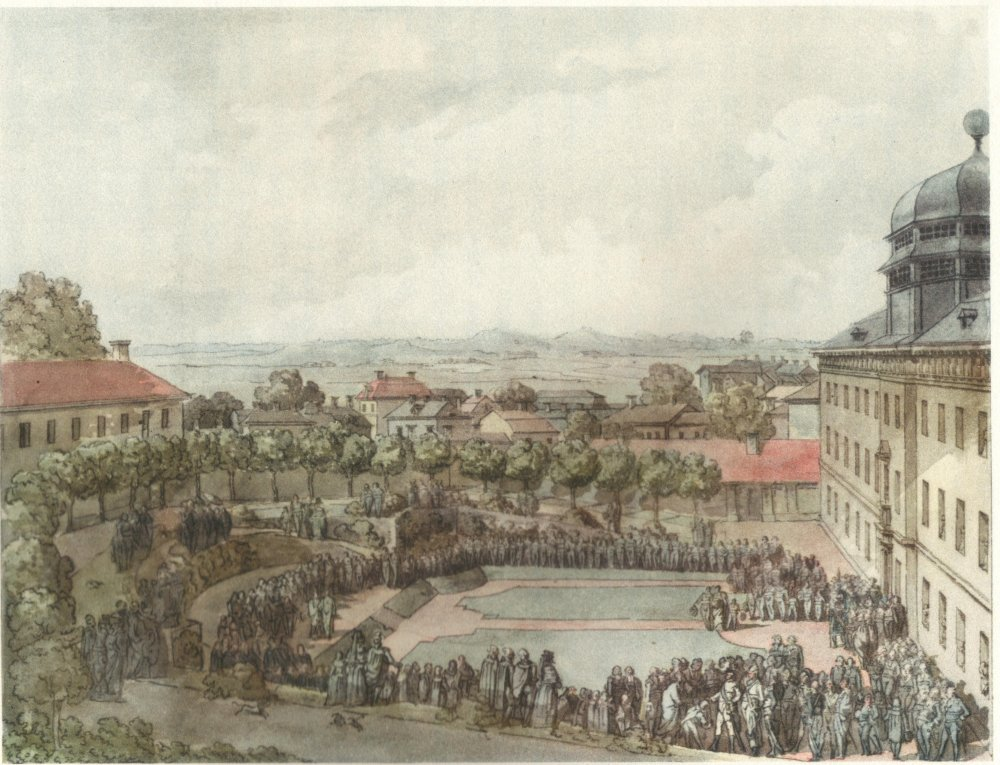
Visita di Gustavo III all'Università nel 1786

Uppsala fu completamente distrutta dall'incendio del 1702, al quale sopravvissero pochissimi edifici in centro, tra i quali Gustavianum, che ospitava la biblioteca universitaria, scampata al rogo. L'Academia Carolina venne ricostruita nel 1704, ma la ricostruzione della città impiegò decenni. La cattedrale e il castello vennero ricostruiti su progetto di Carl Hårleman, il quale ristrutturò anche Gustavianum, costruì una nuova serra per il giardino botanico, e progettò Konsistoriehuset, nuova sede dell'amministrazione universitaria.
Nel XVIII secolo l'Università divenne un centro scientifico. Una delle figure principali presso l'ateneo in questo periodo fu Linneo, che nel 1741 divenne professore di medicina ad Uppsala, dove creò la moderna classificazione scientifica degli organismi viventi. La sua figura rese Uppsala meta di studenti da altre nazioni europee, che vi si recavano per seguire le sue lezioni. Linneo organizzò un numero di spedizioni scientifiche condotte dai suoi studenti in Asia, Africa e Oceania, che portarono all'Università animali e piante esotiche per essere studiati e classificati, arricchendo l'orto botanico dell'Università che oggi porta il suo nome, il Linnéeträdgården. Linneo introdusse inoltre nuove metologie didattiche, organizzando escursioni per studiare flora e fauna nel loro habitat naturale in alcuni percorsi noti come Linnéestigarna. Nel 1730 Anders Celsius divenne professore di fisica all'Università, dove nel 1741 istituì l'osservatorio astronomico, locato presso Celsiushuset, e nel 1742 introdusse presso la Società delle Scienze di Uppsala la scala centigrada, che in seguito prenderà il suo nome.
Nel 1741 il governo istituì una cattedra in economia; a seguito di una donazione, una seconda cattedra in economia venne istituita nel 1759 (la cattedra Borgströmiana), destinata allo studio delle applicazioni delle scienze naturali a fini economici. All'epoca gli studi universitari erano ancora piuttosto informali, l'unico titolo comunemente attribuito dall'Università era quello philosophiæ magister. Molti studenti non si laureavano, in parte per via della scarsità di titoli applicabili ad aree di lavoro, e in parte perché molti studenti erano aristocratici con buone raccomandazioni, che non avevano bisogno del titolo per fini pratici. Alcuni nuovi titoli di studio vennero introdotti tra il 1749 e il 1750, ma riforme più radicali non vennero approvate.
Gustavo III donò all'Università il parco del castello per ospitare un nuovo giardino botanico, e finanziò la costruzione del Linneanum, edificio adornato da un colonnato che ospita la serra degli agrumi, progettato dall'architetto Louis Jean Desprez. Il vecchio giardino botanico di Rudbeck e Linneo fu abbandonato, venendo restaurato e ripristinato tra il 1918 e 1923 sulla base delle indicazioni fornite dello stesso Linneo in Hortus Upsaliensis (1745).

### XIX secolo
Nel XIX secolo l'Università vide uno sviluppo delle scienze umane, sotto l'influenza del nazionalismo scandinavo, e fu caratterizzata da una crescita della produzione accademica nelle discipline di storia e letteratura. In questo periodo diverse statue e monumenti vennero eretti presso gli edifici dell'Università, e la collezione d'arte dell'ateneo crebbe progressivamente. Lo sviluppo scientifico continuò ad essere uno degli aspetti importanti della produzione accademica e nel 1858 Anders Jonas Ångström, uno dei padri della spettroscopia, divenne professore di fisica a Uppsala. Nel 1893 suo figlio Knut Ångström divenne anch'egli professore di fisica e ideò nuovi strumenti spettroscopici i cui esemplari originali costituiscono oggi parte della collezione scientifica dell'Università, conservata presso Gustavianum.
Nel 1870 le donne vennero per la prima volta ammesse allo studentexamen, che offriva la possibilità di ammissione nelle facoltà di medicina delle università di Uppsala, Lund, e del Karolinska Institutet. La prima studentessa svedese fu Betty Pettersson, che affrontò lo studentexamen nel 1871 e nell'anno seguente, su dispensa reale, venne ammessa all'Università di Uppsala, un anno prima che la facoltà di filosofia fosse aperta alle donne. Nel 1873 il diritto all'istruzione femminile venne esteso consentendo di conseguire il titolo di licentiate in giurisprudenza e tutti gli altri titoli eccetto quelli teologia, e il primo dottorato femminile all'Università di Uppsala venne attribuito nel 1883 a Ellen Fries.
Nel 1877 l'Università organizzò fastose celebrazioni per il quarto centenario dalla fondazione, e in tale occasione lo stato finanziò la costruzione di un nuovo edificio principale, Universitetshuset, completato e inaugurato nel 1887.

### XX e XXI secolo
Nella prima metà del XX secolo vennero sviluppate poste le basi per lo sviluppo di nuove discipline scientifiche presso l'Università. Nel 1912 Theodor Svedberg divenne professore di chimica fisica ad Uppsala, dove divenne direttore del labortatorio di chimica nucleare e costruì un'ultracentrifuga per lo studio delle proprietà dei colloidi, usata per dimostrare che le proteine sono macromolecole, ponendo le basi per lo sviluppo della biologia molecolare. Nel 1932 Manne Siegbahn ottenne una cattedra di fisica a Uppsala, dove sviluppò la spettroscopia a raggi X, mentre nel 1954 suo figlio Kai Siegbahn divenne professore di fisica e sviluppò la spettroscopia elettronica. Nel 1960 Per-Olov Löwdin, chimico teorico, divenne professore all'Università, dove istituì la sezione di chimica quantistica presso il dipartimento di chimica, primo gruppo di ricerca del suo genere in Svezia.
La seconda metà del XX secolo fu un periodo di intensa trasformazione per l'Università. Le donne divennero parte del corpo docente a partire dal 1949, quando Gerd Enequist divenne professoressa di geografia, prima donna ad ottenere una cattedra ad Uppsala e in Svezia. Nel 1970 Sonja Lyttkens divenne la prima professoressa ad ottenere il titolo di inspektor. Nel 2012 Eva Åkesson, professoressa di chimica fisica divenne la prima rectrix magnifica dell'ateneo. A seguito delle riforme dell'istruzione nel paese, l'educazione superiore venne concentrata nelle università, e negli anni 1960 l'Università di Uppsala assorbì i programmi di farmacia, scienze della formazione e infermieristica.
Negli anni 1960 il numero di studenti crebbe da circa 5000 a 20000. Negli anni 1990 i corsi universitari divennero soggetti ad ammissione selettiva, organizzata su scala nazionale tramite un sistema unico per tutte le università svedesi, e il numero di studenti aumentò a circa 30000, divenuto circa 44000 negli anni 2010. La rapida espansione dell'Università, in una città relativamente piccola quale Uppsala, causò una storica difficoltà per gli studenti nel trovare alloggio, nota come "crisi abitativa", che in certi periodi ha visto studenti costretti a spendere mesi senzatetto o a rinunciare alla posizione all'Università. Negli anni 2010 vi erano in totale circa 11000 posti in alloggi studenteschi in città (di cui circa 3500 di proprietà delle nation), ovvero uno ogni quattro studenti.
L'Università, precedentemente concentrata nel centro storico di Uppsala, si espanse nelle aree periferiche della città. Nel 1975 venne costruito a ridosso di Observatorieparken un nuovo campus, Ekonomikum, per ospitare il dipartimento di economia. Nel 1977 venne completata la costruzione di Biomedicinska centrum, che ospita la facoltà di medicina e farmacia. Nel 1982 l'Università acquisì Polacksbacken, che divenne sede del dipartimento di matematica e informatica. Nel 1997 venne costruito di fronte a Polacksbacken un nuovo campus, Ångströmlaboratoriet, per ospitare i dipartimenti di matematica, chimica e fisica. Nel 2010 venne completata la costruzione del campus Blåsenhus, a sudovest del castello, che ospita i dipartimenti di psicologia e pedagogia. Nel 2013 l'Università istituì Campus Gotland, un campus satellite locato a Visby. Nel 2017 venne completata la costruzione di Segerstedthuset, complesso situato tra il casello e Blåsenhus, nuova sede dell'amministrazione universitaria.

## Struttura
L'università è strutturata in nove facoltà, raggruppate in tre domini disciplinari:
- Arti e scienze sociali, che include le facoltà di arte, scienze sociali, linguistica, teologia, giurisprudenza, e scienze della formazione.
- Medicina e farmacia, che include le facoltà di medicina e di farmacia. La facoltà di farmacia nacque come istituto indipendente, locato a Stoccolma, e venne incorporato nell'Università di Uppsala tra il 1968 e il 1972.
- Tecnologia e scienze naturali, che include la facoltà di tecnologia e scienze naturali. Dal 1982 venne usata l'espressione Uppsala Tekniska Högskola per riferirsi ai programmi di ingegneria dell'Università, ma il termine è scomparso a seguito della creazione della facoltà negli anni 1990.

La facoltà di giurisprudenza (Juridiska fakulteten) è la più antica della Scandinavia, e precede la fondazione dell'Università stessa. La facoltà ha un unico dipartimento (il dipartimento di legge).

### Amministrazione
L'organo di governo centrale dell'Università è il concistoro, formato da rappresentanti delle facoltà, tre rappresentanti dei professori, tre degli studenti, e dieci persone esterne all'Università (nominate dal governo svedese). Le unioni degli studenti hanno tre rappresentanti con diritto di parola ma senza diritto di voto. Dal 1999 l'Università ha un secondo organo di governo, il senato accademico, formato da un numero maggiore di rappresentanti, che ha solo funzione consultiva. La massima autorità esecutiva dell'Università ha il titolo di rector magnificus, la cui traduzione inglese ufficiale è vice-chancellor. Il rector magnificus ha un deputato, il prorector, e tre vice, uno per ogni dominio disciplinare (arti e scienze sociali, medicina e farmacia, tecnologia e scienze naturali). Ogni facoltà ha un consiglio e un preside (dekanus), ruolo ricoperto part-time da un professore della facoltà.

### Biblioteca

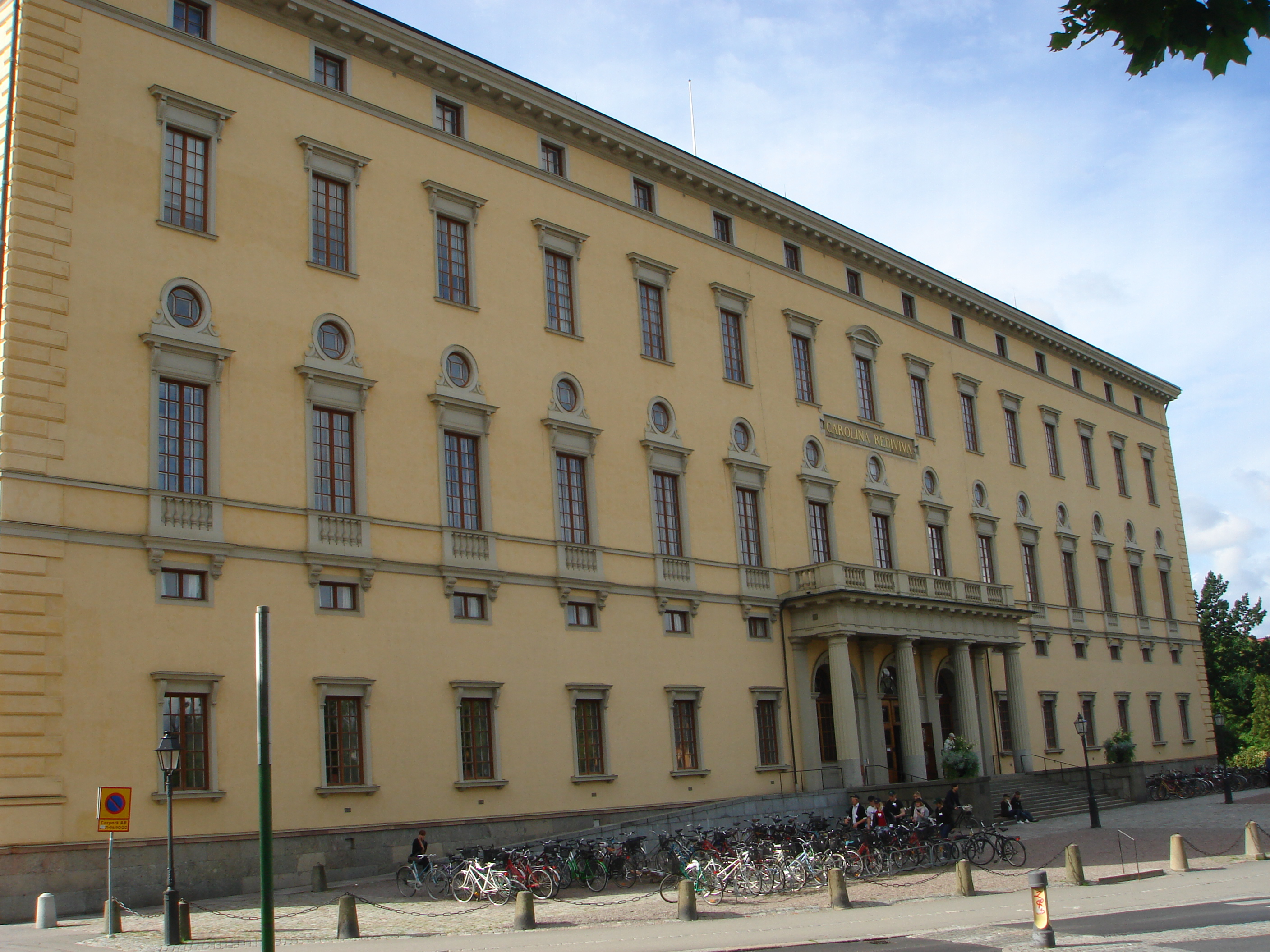
Carolina Rediviva, edificio principale della biblioteca universitaria, progettato da Carl Fredrik Sundvall e completato nel 1841

La biblioteca universitaria ha circa 5,25 milioni di volumi (circa 130 km di scaffali), 61959 manoscritti, 7133 spartiti, 345734 mappe e documenti grafici. Tra i manoscritti conservati a Uppsala vi è il Codex Argenteus.
La biblioteca venne fondata nel 1620 per volere di Gustavo il Grande, era originariamente ospitata presso l'Academia Carolina e venne trasferita nel 1691 presso il Gustavianum, dove sopravvisse l'incendio di Uppsala del 1702. Nel 1841 venne trasferita presso il Carolina Rediviva, attuale edificio principale della biblioteca, che oggi è distribuita in 19 edifici.

### Campus
L'Università di Uppsala si sviluppò originariamente nel centro della città, dove tuttora possiede numerosi edifici storici. I campus di più recente costruzione si trovano in aree periferiche.
Gli edifici in centro includono:
- Carolina Rediviva
- Dekanhuset
- Ecclesiasticum
- Gustavianum
- Konsistoriehuset
- Kvarteret Munken
- Linnéeträdgården
- Oxenstiernska huset (Juridicum)
- Regnellianum
- Theatrum Œconomicum
- Universitetshuset

I campus fuori dal centro storico includono:
- Akademiska sjukhuset
- Biomedicinskt centrum
- Blåsenhus
- Botaniska trädgården
- Campus Gotland (situato a Visby)
- Ekonomikum
- Engelska parken
- Evolutionsbiologiskt centrum
- Observatorieparken
- Polacksbacken (ITC)
- Rudbecklaboratoriet
- Segerstedthuset
- Ångströmlaboratoriet

### Cori e orchestra

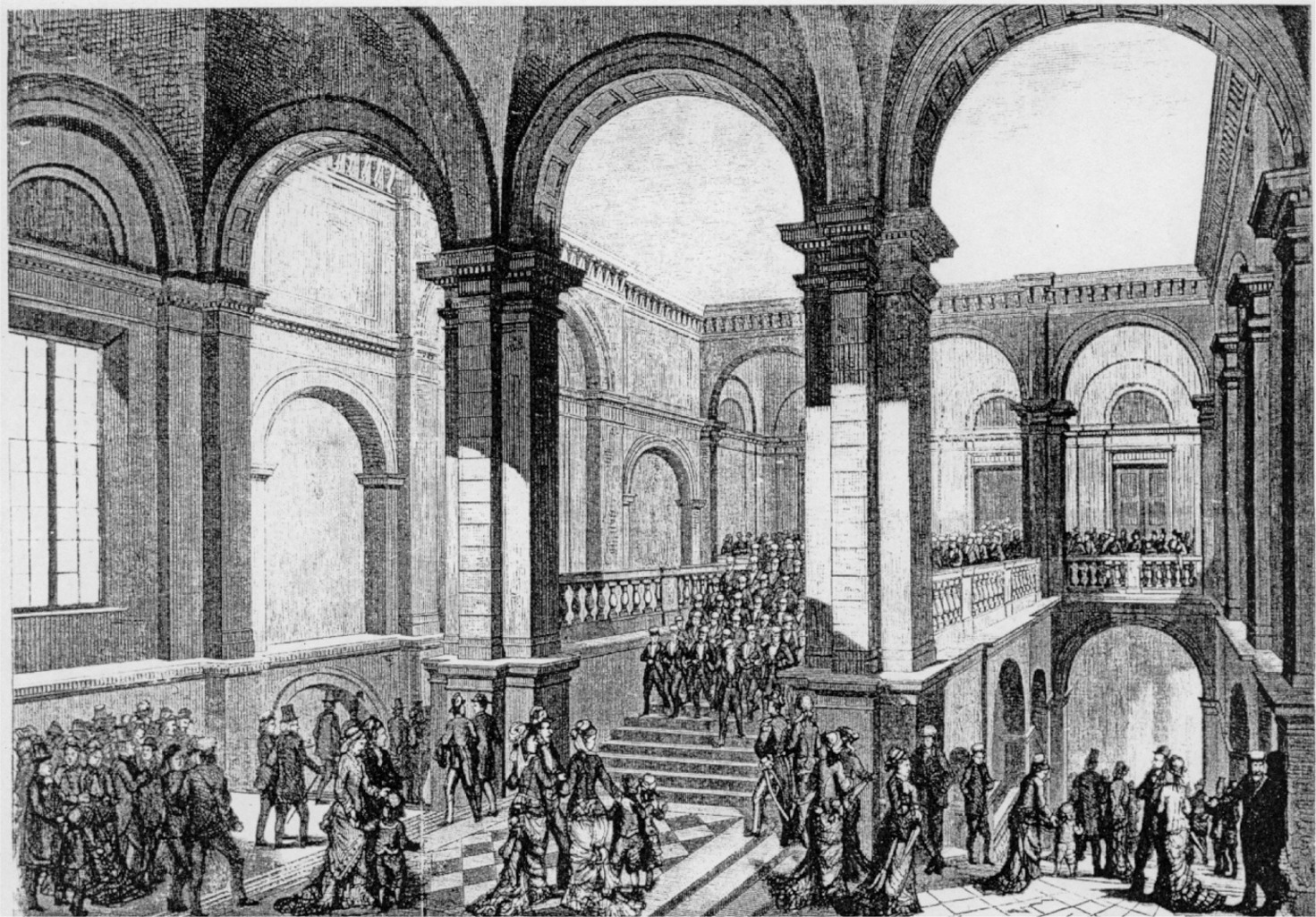
Coro di studenti in marcia, mentre scende le scale del Carolina Rediviva, in occasione del quattrocentesimo anniversario della fondazione dell'Università nel 1877. La "marcia delle scale" (trappmarschen), nella quale il coro precede il pubblico in una marcia fuori dalla sala, è una tradizione annuale. Nel 1887 tale cerimonia venne spostata a Universitetshuset, e la scala monumentale del Carolina Rediviva venne in seguito demolita come parte della ristrutturazione dell'edificio.

L'Università di Uppsala ha una propria orchestra sinfonica, Kungliga Akademiska Kapellet, fondata nel 1627, che è una tra le più antiche orchestra della Svezia. L'orchestra esegue musica nelle varie cerimonie accademiche nel corso dell'anno, e tiene una propria stagione di concerti. La sede dell'orchestra è locata presso Musicum, in Observatorieparken. Il director musices, direttore d'orchestra e responsabile delle attività musicali dell'ateneo, è un incarico professionale importante nel panorama musicale svedese, ed è stato ricoperto da compositori come Wilhelm Stenhammar, Hugo Alfvén e Lars-Erik Larsson. L'Università ha anche un'orchestra jazz (Uppsala University Jazz Orchestra), istituita nel 2004.
La musica corale è profondamente radicata nella cultura universitaria svedese, e l'Università ha tre cori: un coro misto (Allmänna Sången) fondato nel 1830, un coro maschile (Orphei Drängar) fondato nel 1853, e un coro da camera (Uppsala Akademiska Kammarkör) fondato nel 1957. Nel 2000 è stato istituito il centro corale dell'Università (Uppsala universitets Körcentrum), che tiene anche corsi di direzione corale. Diverse nation hanno inoltre propri cori e bande musicali.

### Ospedale universitario
L'ospedale universitario di Uppsala (Akademiska sjukhuset) è amministrato dalla regione sanitaria di Uppsala, che lo opera congiuntamente con l'Università. Nato nel 1708 come Nosocomium Academicum, situato in Oxenstiernska huset, nel 1850 si fuse con l'ospedale regionale, e nel 1867 venne trasferito nell'attuale locazione, a sud della collina del castello.

### Sport
L'Università ha fin dal XVII secolo delle organizzazioni sportive, anche se in generale lo sport riveste un ruolo relativamente limitato nella cultura universitaria svedese. Gli sport più comuni praticati dagli studenti sono hockey su ghiaccio, floorball (innebandy), e calcio. L'Università ha diverse palestre, e la principale palestra per studenti, chiamata Campus1477, è locata in prossimità di Blåsenhus.

#### Canottaggio
Negli anni 1870 Stockholms nation e Göteborgs nation formarono delle proprie squadre di canottaggio, in emulazione del modello delle università inglesi, anche se lo sport non si affermò mai in maniera particolare nella cultura universitaria. Dal 1993 l'Università di Uppsala organizza una regata in competizione con l'Università di Lund, ispirata alla storica competizione tra le università di Oxford e di Cambridge, nella quale le squadre maschili e femminili delle due università si affrontano, disputata negli anni pari nel Fyrisån e in quelli dispari in un fiume vicino a Lund.

#### Exercitiae

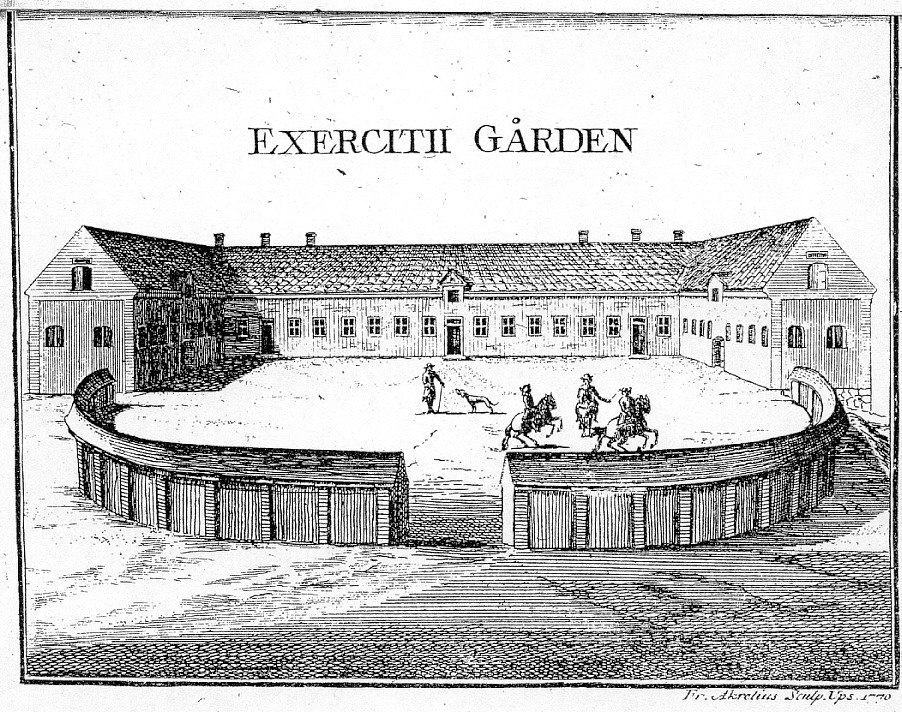
Pista degli exercitiae, incisione del 1770 circa

Negli anni 1630, su iniziativa del cancelliere Axel Oxenstierna, l'Università istituì gli exercitiae (in svedese exercitier), una serie di attività sportive che erano considerate parte dell'istruzione di giovani nobili: equitazione, scherma, danza, disegno, e studio delle lingue straniere allora considerate moderne (francese e italiano). L'intento era di attirare maggiormente l'interesse di studenti aristocratici, allo scopo di garantire un'istruzione di qualità per la nobiltà, per formare una classe politica colta ed evitare di perdere terreno nell'istruzione rispetto alla classe borghese. Ogni disciplina degli exercitiae era condotta sotto la supervisione di un esperto della disciplina, che ricopriva il titolo tradizionale di "maestro". Allo scopo venne costruito un campo di equitazione e scherma, situato in centro, che sarà poi demolito intorno al 1880 per fare posto a Universitetshuset, l'attuale edificio principale dell'Università.
Gli exercitiae tuttora presenti all'Università includono scherma, equitazione presso le scuderie dell'Università, musica tramite la Kungliga Akademiska Kapellet, e disegno presso Engelska parken. Gli exercitiae di ginnastica hanno sede presso la palestra di ginnastica dell'Università, nota come Svettis, e sono gli unici a non avere un titolo formale di "maestro".
Gli exercitiae di lingue sono scomparsi e l'istruzione linguistica è offerta dal dipartimento di lingue dell'università, che tra l'altro offre corsi gratuiti di svedese agli studenti internazionali.

## Cultura
Uppsala ha una cultura universitaria radicata, e molte tradizioni si conservano attraverso secoli di storia. Caratteristiche peculiari di Uppsala sono il sistema di nation, le unioni degli studenti, la tradizione di musica corale, le celebrazioni di Valborg, e le feste studentesche formali (come gasque e vårbal).
L'Università adotta il quarto d'ora accademico (akademisk kvart), che nel 1982 è stato inserito direttamente nel calendario, e tutte le lezioni iniziano ufficialmente un quarto dopo l'ora piena. Il quarto d'ora accademico esiste anche nella vita sociale studentesca, e eventi formali come le gasque tipicamente prevedono il doppio quarto d'ora (dubbelkvart, solitamente segnato come dk o dq accanto all'orario), ovvero l'arrivo dei partecipanti è atteso entro mezz'ora dall'orario d'inizio ufficiale dell'evento.

### Nation

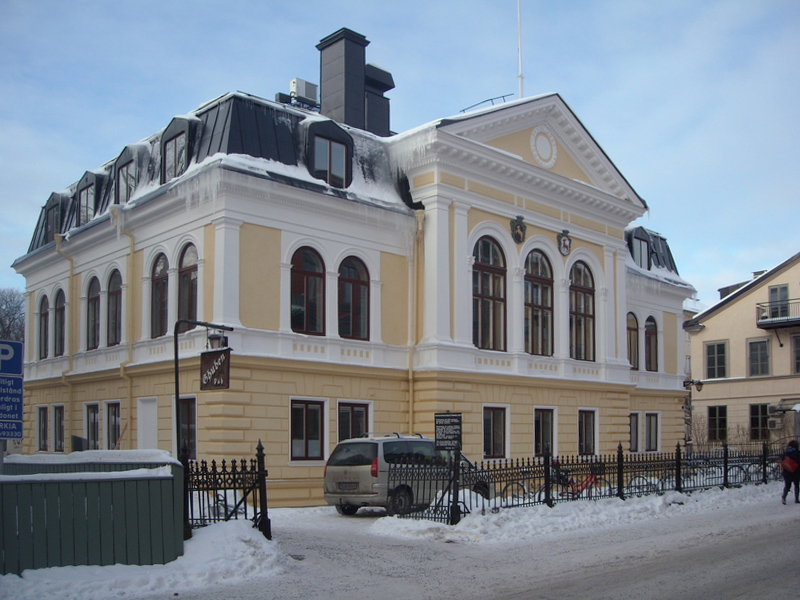
Sede di Gästrike-Hälsinge nation

L'Università di Uppsala ha un sistema di nation (svedese per "nazione", plurale svedese nationer) nate nella prima metà del XVII secolo, che raccoglievano gli studenti provenienti dalle regioni storiche della Svezia, in maniera analoga alle nationes delle università medievali. Il sistema delle nation è stato formalizzato nel 1663 dal concistoro, e ogni nation fu posta sotto la supervisione di un professore che riveste il ruolo di inspektor.
Le nation sono profondamente radicate nella cultura accademica di Uppsala, e fino al 2010 tutti gli studenti iscritti all'Università erano obbligati ad essere membri di una nation. Attualmente Uppsala conta 13 nation, alcune delle quali risultano dalla fusione di precedenti nation più piccole, continuata fino agli inizi del XIX secolo.

### Unioni studentesche

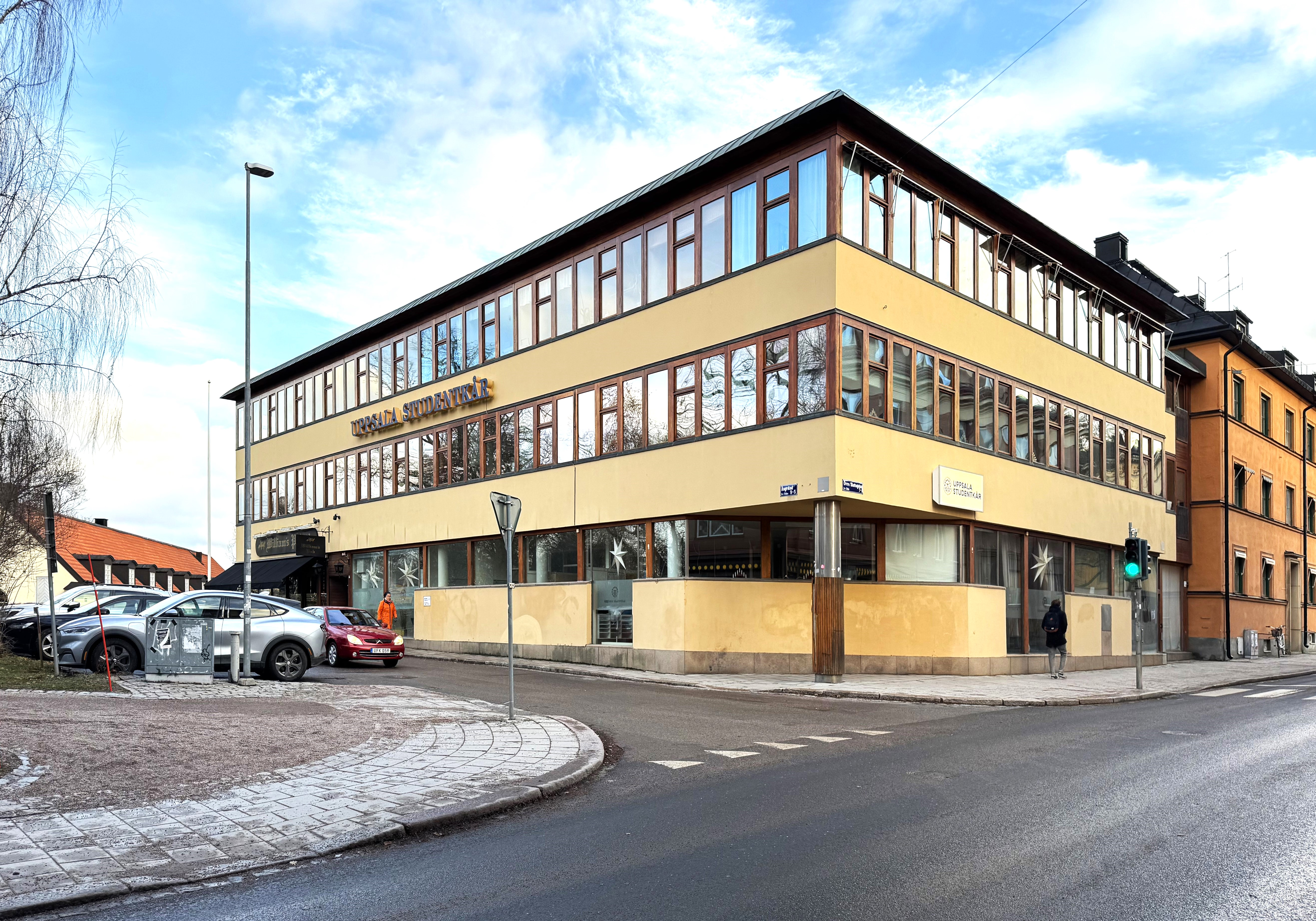
Sede di Uppsala studentkår

L'Università di Uppsala ha sei unioni degli studenti. Le unioni sono distinte dalle nation e svolgono un ruolo complementare, formando un sistema parallelo, per cui gli studenti sono tipicamente membri di una nation e di una unione in maniera indipendente. La più antica unione degli studenti è Uppsala studentkår, fondata nel 1849. Farmacevtiska studentkåren, che raccoglie gli studenti della facoltà di farmacia, venne fondata nel 1896, e divenne formalmente parte dell'Università di Uppsala nel 1972.
Nel 2010 fu abolito l'obbligo per gli studenti di essere membri di un'unione, ma le unioni mantengono rappresentanza nell'amministrazione dell'ateneo, e lo stato delle unioni viene stabilito dal concistoro su base triennale. Nel 2013 venne costituita Uppsala teknolog- och naturvetarkår (UTN), con sede a Polacksbacken, che rappresenta gli studenti di ingegneria e scienze naturali, e nel 2016 venne riconosciuto lo stato di unione a Föreningen Uppsalaekonomerna, fondata nel 1971, che rappresenta gli studenti di economia, e a Juridiska föreningen i Uppsala, fondata nel 1844, che rappresenta gli studenti di giurisprudenza. Gli studenti di Campus Gotland sono rappresentati da Gotlands Studentkår Rindi.

### Cerimonie accademiche
La cerimonia di conferimento dei dottorati di ricerca di tutte le facoltà dell'Università, chiamata doktorspromotion o semplicemente promotion, si tiene a partire dal 1600 e avviene due volte l'anno, alla fine di gennaio e tra la fine di maggio e l'inizio di giugno. L'evento si tiene pubblicamente presso Universitetshuset ed è accompagnato dalla musica della Kungliga Akademiska Kapellet. I dottorandi entrano in processione presso l'aula magna e ricevono simbolicamente dal rettore il diploma e le regalie accademiche, che includono la corona d'alloro, l'anello dottorale e, per i dottorandi di teologia, giurisprudenza, medicina e farmacia, il cappello dottorale. Il giorno della cerimonia di promotion le campane della cattedrale di Uppsala suonano per dieci minuti alle ore 8:00. Alle 7:00 una batteria di cannoni spara dei colpi di saluto dal bastione nord del castello di Uppsala, un colpo per ogni dottorando che prende parte alla cerimonia, e la batteria è poi trasferita presso Universitetshuset dove spara altri colpi di saluto durante la cerimonia, tra le 12:30 e le 15:00.
La cerimonia di conferimento del titolo di professore, chiamata professorsinstallation, si tiene annualmente a partire dal 1625. Il nome deriva dalla tradizione medievale, quando i nuovi ministri religiosi appena iniziati prendevano posto presso il proprio scranno nella cattedrale. La cerimonia si tiene pubblicamente in un venerdì, alle ore 15:00, presso Universitetshuset, e nella settimana precedente i nuovi professori tengono una lezione simbolica di 15 minuti presso le rispettive facoltà.

### Celebrazioni di Valborg
Valborg è una festa radicata nella cultura universitaria di Uppsala, e l'Università è al centro delle celebrazioni. Tra i tanti eventi organizzati il giorno di festa e nei giorni precedenti dall'ateneo o dalle nation, il culmine è rappresentato dalla cerimonia del mösspåtagning, che si tiene alle 15:00 del 30 aprile in Carolinabacken, dove si radunano professori, studenti e alumni dell'università. Alle 15:00 il rettore si affaccia dal balcone del Carolina Rediviva insieme a una delegazione di professori, e agita in aria il tradizionale berretto bianco con visiera nera (studentmössa), gesto imitato dalla folla.